# Істіклол (Фергана)
Футбольний клуб «Істіклол» Фергана (узб. Istiqlol Farg'ona futbol klubi) — професійний узбецький футбольний клуб з міста Фергана. До 2021 року грав у Про-лізі чемпіонату Узбекистану, другому за рівнем дивізіоні узбецького футболу.

## Історія
Клуб був заснований у 2016 році, й у цьому ж році дебютував у другій лізі Узбекистану. У фінальній групі клуб зайняв друге місце, та отримав путівку до першої ліги Узбекистану.
У сезоні 2017 року «Істіклол» сенсаційно зайняв друге місце в першій лізі, відставши на 12 очок від переможця «Цементчі», та випередив на одне очко третю команду «Андижан». У Кубках Узбекистану 2017 и 2018 років клуб зупинявся вже в першому раунді (1/16 фіналу). У сезоні 2018 року «Істіклол» зайняв третє місце у Про-лізі, та поступився в стиковому матчі до Суперліги клубу АГМК з рахунком 0-1. Проте вже в 2021 році клуб зайняв 10-місце в Про-лізі, та вибув до другої ліги.